# بوابة الأرض الأبدية

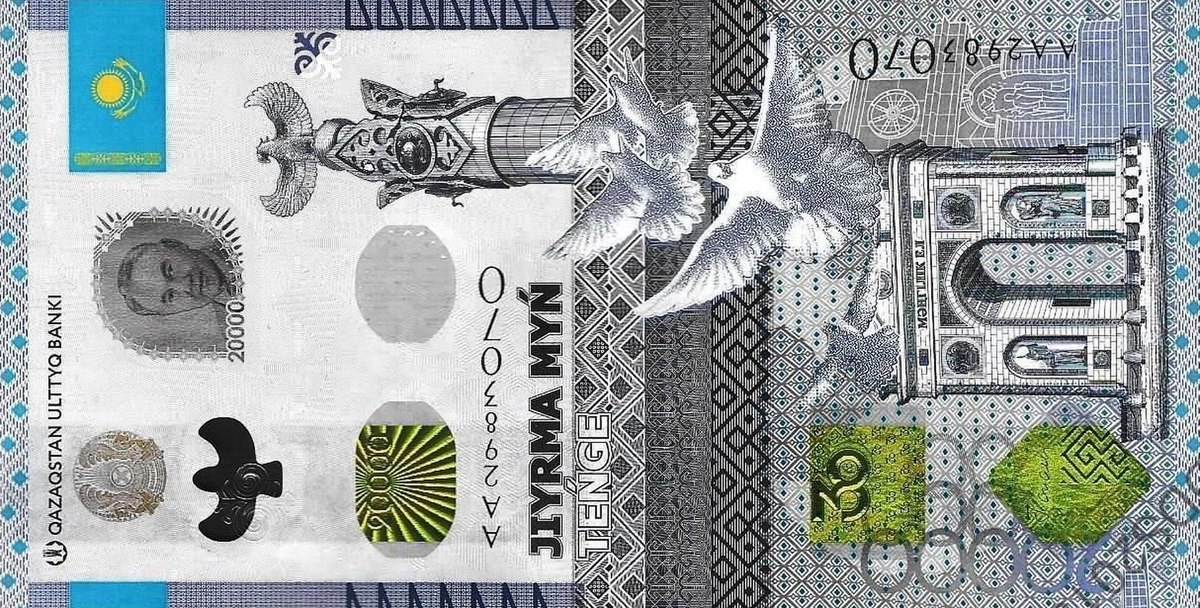
صورة البوابة على عملة نقدية

بوابة الأرض الأبدية (بالقازاقية: Мәңгілік ел қақпасы) هو مبنى معماري يقع في آستانا عاصمة كازاخستان.
كان صاحب فكرة تشييد النصب التذكاري هو الرئيس الأول لكازاخستان نور سلطان نزارباييف. افتتح البناء في عام 2011 للاحتفال بالذكرى العشرين لاستقلال البلاد. يبلغ ارتفاع البناء 20 متراً، وهو يرمز إلى الذكرى العشرين للاستقلال. يمكن الصعود إلى قمته عبر درج حلزوني. الجزء الخارجي مصنوع من الغرانيت والرخام. استخدمت مواد عالية الجودة فقط أثناء البناء.
زينت الجدران الجانبية بالزخارف. في الأسفل توجد 4 منحوتات كبيرة تجسد الأشخاص الذين قدموا مساهمة كبيرة في تاريخ الشعب الكازاخستاني. التمثال الأول هو تمثال الشيخ، وهو رمز للحكمة. والتمثال الثاني هو تمثال المرأة الأم، رمز اللطف والدفء. أما التمثالان الثالث والرابع فيصوران مآثر الأبطال الكازاخستانيين.
يظهر شعار كازاخستان يصور على جانبي الجزء العلوي والعلم يصور على السطح يشير إلى أن المبنى يتمتع بأهمية دولة خاصة. على الجانبين يوجد تمثال "تاي قازان" الذي يرمز إلى الوحدة والضيافة. في الأعلى يوجد "الدرع"، سلاح الجنود الكازاخستانيين، وهو رمز للثقة والاستقرار والاستعداد للدفاع ضد الأعداء الخارجيين.
يتمكن المشاهدون القادمون لرؤية المبنى من التعرف على تاريخ العاصمة والاستمتاع بالتماثيل الرائعة للأبطال قبل الصعود إلى منصة المراقبة. ونظرا لوجود الطرق السريعة على جانبي الطريق، فقد أنشئ نفق أسفل الطريق لراحة الزوار.
وعلى الجانب الداخلي من البوابة توجد نقوش بارزة عن إنجازات الشعب في أوقات مختلفة. إن تاريخ ظهور كازاخستان كدولة مستقلة وتراث الشعب الكازاخستاني مندمج في فكرة بوابة "الأمة الخالدة".
ظهرت صورة البوابة على العملات النقدية الكازاخستانية المختلفة.